# Tetralonia penicillata
Tetralonia penicillata là một loài Hymenoptera trong họ Apidae. Loài này được Friese mô tả khoa học năm 1905.